# Roman Bürki

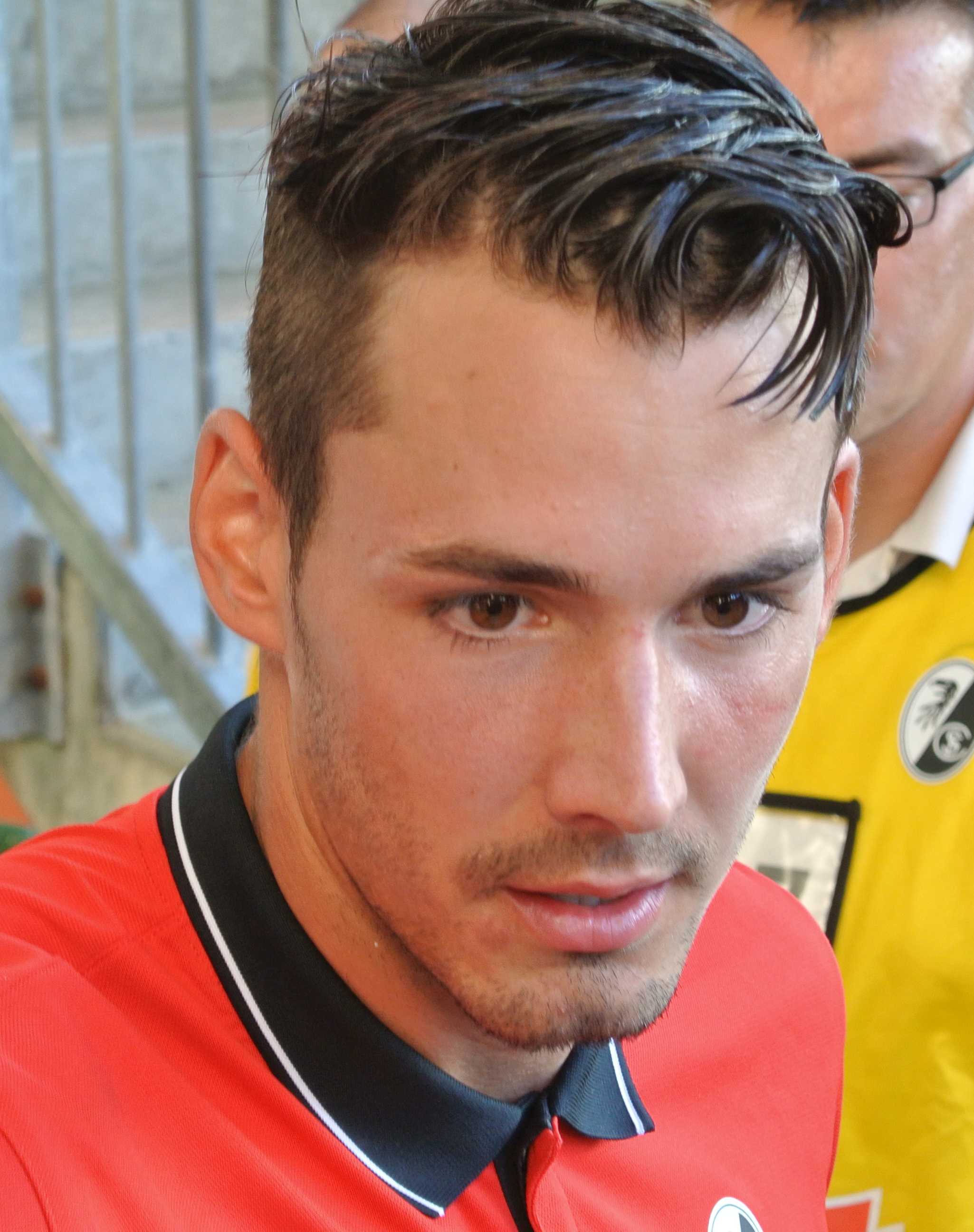
Roman Bürki (2014)

Roman Bürki (* 14. listopadu 1990, Münsingen, Švýcarsko) je švýcarský profesionální fotbalový brankář, který od července roku 2022 chytá za americký klub St. Louis City.
Mezi lety 2014 a 2018 odchytal také 9 zápasů v dresu a švýcarského národního týmu. Účastník Mistrovství světa 2014 v Brazílii.

## Klubová kariéra

### Young Boys
Bürki je odchovancem švýcarského klubu BSC Young Boys. V létě 2009 odešel na půlroční hostování do druholigového FC Thun a druhou polovinu sezóny strávil na hostování v FC Schaffhausen. Po návratu v hostování si odbyl debut v dresu Young Boys, a to v prvním kole sezóny 2010/11 proti FC Thun. V průběhu podzimní části sezóny nastoupil už jen do jediného ligového utkání, a tak v lednu odešel na další hostování, tentokráte do prvoligového Grasshopper Club Zürich do léta 2013.

### Grasshoppers
V klubu debutoval 2. dubna 2011 v zápase proti AC Bellinzona. Stal se brankářskou jedničkou a pomohl klubu ke konečné sedmé příčce v Super League. Jako brankář číslo jedna odchytal také sezóny 2011/12 a 2012/13, ve kterých skončil Grasshoppers na osmém, respektive na druhé příčce. V sezóně 2013/14 tak klub postoupil do třetího předkola Ligy mistrů, ve kterém však podlehl francouzskému Olympique Lyon (dvě prohry 0:1). Bürki odchytal i zápasy čtvrtého předkola Evropské ligy, ve kterém však po výsledcích 1:2 a 1:0 vypadl Grasshoppers s italskou Fiorentinou kvůli pravidlu venkovních gólů.
V létě 2013 přestoupil Bürki do klubu na trvalo, když podepsal tříletou smlouvu. V sezóně 2013/14 pomohl klubu opět k druhé příčce, když v 34 ligových zápasech udržel 10 čistých kont.

### SC Freiburg
Dne 24. května 2014 přestoupil Bürki do německého klubu SC Freiburg jako náhrada za odcházejícího Olivera Baumanna.
V sezóně 2014/15 dostal přednost Sebastianem Mielitzem a odchytal všech 34 ligových zápasů, nicméně sestupu klubu do 2. Bundesligy nezabránil.

### Borussia Dortmund
Dne 14. června 2015 přestoupil do Borussie Dortmund, do které přišel nový trenér Thomas Tuchel. Bürki se stal jedničkou na úkor Romana Weidenfellera. V klubu debutoval 15. srpna při výhře 4:0 nad Borussií Mönchengladbach. Ve své první sezóně v klubu odchytal 33 ligových zápasů, ve kterých udržel 12 čistých kont a dovedl klub k druhé příčce v lize. V listopadu 2016 si v zápase proti Bayernu Mnichov přivodil zlomeninu ruky a zhruba na dva měsíce byl mimo hru. 23. září 2017 odchytal Bürki své sté utkání v nejvyšší německé soutěži, a to proti Borussii Mönchengladbach. V říjnu 2017 prodloužil smlouvu s klubem do roku 2021. V sezóně 2017/18 se Bürki stal prvním brankářem, který udržel 5 čistých kont v prvních pěti zápasech sezóny.
V červnu 2020 podepsal Bürki s Borusií novou smlouvu, která ho udrží v klubu do léta 2023. V lednu 2021 si poranil rameno, a přišel tak o několik následujících zápasů. V brance jej nahradil jiný švýcarský brankář, a to Marwin Hitz. V létě 2021 přišel do klubu ze Stuttgartu Gregor Kobel, který se stal novou brankářskou jedničkou a Bürki dostal svolení k odchodu. O služby švýcarského gólmana údajně vyjádřil zájem Olympique Marseille, Saint-Étienne či Lorient.

### St. Louis City SC
Dne 16. března 2022 bylo oznámeno, že se v létě 2022 stane hráčem amerického klubu St. Louis City SC, který v roce 2023 bude hrát svoji první sezónu v Major League Soccer.

## Reprezentační kariéra
Roman Bürki reprezentoval Švýcarsko v mládežnických kategoriích U20 a U21.
Svůj debut za A-mužstvo Švýcarska absolvoval 18. 11. 2014 v přátelském utkání ve Wrocławi proti reprezentaci Polska (remíza 2:2).

Německý trenér Švýcarska Ottmar Hitzfeld jej nominoval na Mistrovství světa 2014 v Brazílii. Na šampionátu však nenastoupil k žádnému zápasu, byl rezervním brankářem.

## Osobní život
Jeho mladším bratrem je fotbalista Marco Bürki.